# Строцца
Строцца (итал. Strozza) — коммуна в Италии, располагается в регионе Ломбардия, в провинции Бергамо.
Население составляет 1066 человек (2008 г.), плотность населения составляет 277 чел./км². Занимает площадь 4 км². Почтовый индекс — 24030. 
Покровителем коммуны почитается святой апостол Андрей Первозванный, празднование 30 ноября.

## Демография
Динамика населения:

## Администрация коммуны
- Официальный сайт: